# 道の駅やたて峠

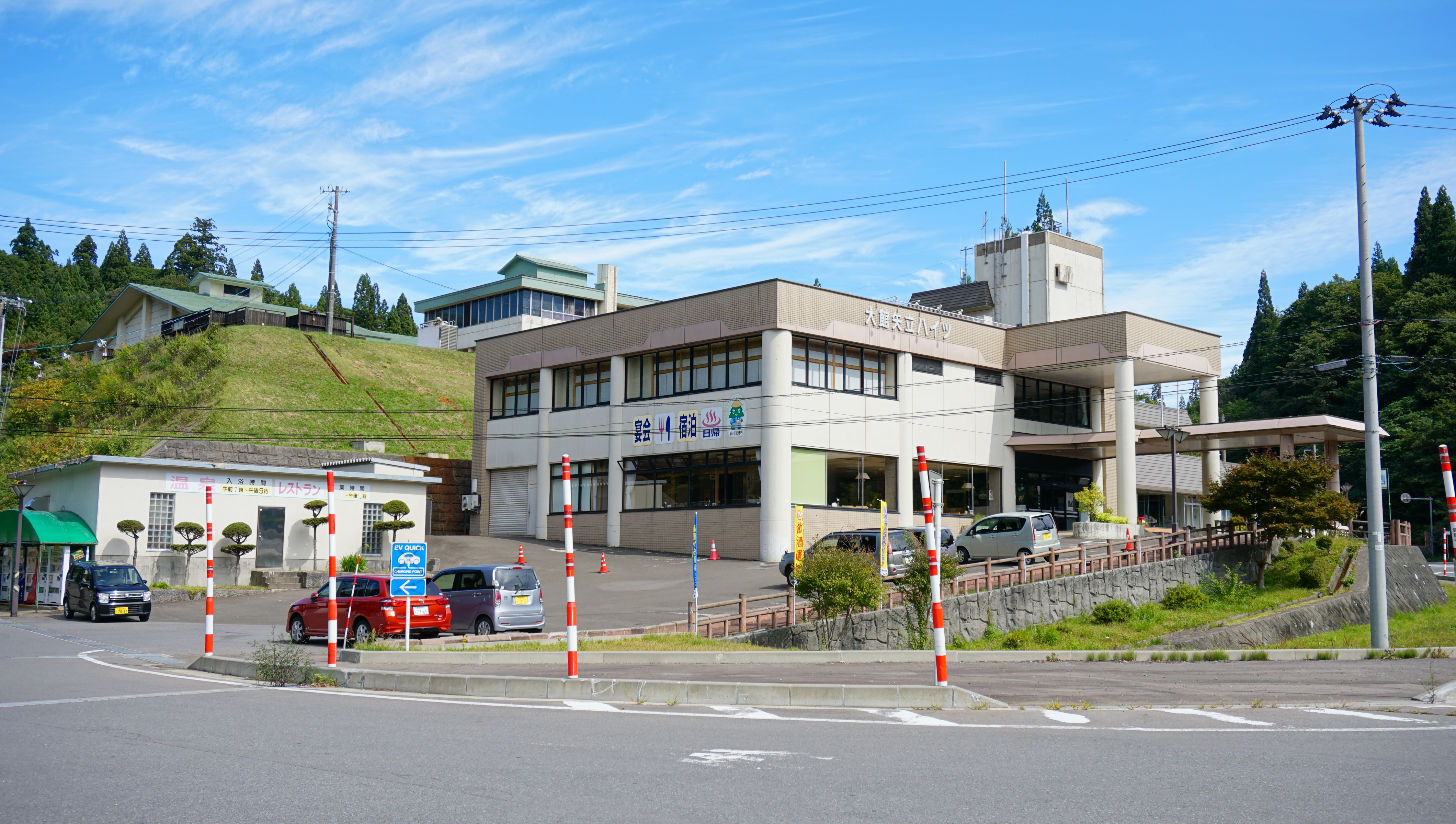
矢立ハイツ、施設全景

道の駅やたて峠（みちのえき やたてとうげ）は、秋田県大館市にある国道7号の道の駅である。
愛称は天然杉といで湯の里で、道の駅に登録される以前から宿泊温泉施設矢立ハイツが存在している。

## 概要
矢立峠（やたてとうげ）のすぐそばにあり、青森県との県境に近く、宿泊・休憩施設「大館矢立ハイツ」が道の駅の核である。矢立峠温泉と名付けられた温泉が引かれていて、日帰りの温泉施設も備える。

## 施設
- 駐車場
  - 普通車：58台
  - 大型車：5台
  - 身障者用：2台
- トイレ （いずれも24時間利用可能）
  - 男：大 2器、小 4器
  - 女：5器
  - 身障者用：1器
- 公衆電話：1台
- 公衆FAX：1台
- 宿泊施設「大館矢立ハイツ」
  - 客室数：12室（和室11、洋室1）
  - 売店（9:00 - 21:00）
  - レストラン（11:30 - 20:00）
  - 温泉（大浴場、露天風呂ほか）（7:00 - 21:00）
  - カラオケルーム
  - 娯楽室
- 発電システム施設（太陽光・風力・水力）

## 休館日
- 無休

## アクセス
- 国道7号（羽州街道）沿い
- 路線バス
  - 秋北バス 矢立ハイツ行きで、終点下車。

## 周辺
周辺には、線形改良により放棄された奥羽本線旧線の廃線跡の遺構（レンガと石を積み上げて造られた坑門が特徴の旧第四矢立トンネルなど）が残る。
- 日景温泉
- 矢立温泉
- 矢立峠遊歩道
- 長走風穴（長走風穴高山植物群落）・長走風穴館
- 奥羽本線旧線廃線跡遺構群 - 旧第四矢立トンネルなど